# Rebecca Adlington
Rebecca Adlington (Mansfield, 17. veljače 1989.) je britanska plivačica.
Dvostruka je olimpijska pobjednica u plivanju.